# Vertical Man
Vertical Man (рус. Вертикальный человек) — одиннадцатый студийный альбом Ринго Старра, выпущенный 15 июня 1998 года лейблом Mercury. Альбом представляет собой попытку Ринго Старра вновь обрести популярность после огромного успеха проекта Антология The Beatles. Как и в некоторых других своих альбомах и проектах, оказавшихся успешными, Старр пригласил для работы над Vertical Man своих знаменитых друзей-музыкантов.
Начиная с работы над альбомом 1992 года Time Takes Time, Старр начал сотрудничать с музыкантом и автором песен Марком Хадсоном; их совместная деятельность продолжалась до раскола во время сессий звукозаписи для альбома Liverpool 8. На Vertical Man Хадсон был основным продюсером, соавтором Старра в сочинении песен и сыграл на многих инструментах практически на всех треках.
Продюсировали альбом Марк Хадсон и Ринго Старр, «ре-продюсированием» (?) занимался Дэйв Стюарт. Микширование треков производил звукорежиссёр Джефф Эмерик, много работавший как с The Beatles, так и с отдельными «битлами».
Работа над альбомом нерегулярно продолжалась в основном в течение 1997 года и была закончена к февралю 1998.
Из знаменитостей участие в записи альбома приняли Скотт Уайланд, Брайан Уилсон, Аланис Мориссетт, Оззи Осборн, Том Петти, Джо Уолш, Timothy B. Schmit, Стивен Тайлер (вокалист Aerosmith, с которым Хадсон сочинил песню «Livin' On The Edge») и, конечно же, старинные друзья Пол Маккартни и Джордж Харрисон.

## Выпуск альбома
На волне вновь взметнувшегося интереса к творчеству и участникам The Beatles после выхода проекта Антология The Beatles, в том числе со стороны новых и молодых поклонников, Старр рассчитывал на успех своего альбома, подобно успеху альбома Маккартни Flaming Pie, вышедшего в 1997 году. Для выпуска альбома Старр подписал соглашение о сотрудничестве с одним из ведущих мировых лейблов, Mercury Records.
Выпущенный 15 июня 1998 года, Vertical Man получил достаточно средние отзывы критиков. В чарте США альбом поднялся до 61-го места — самое высокое место для альбомов Старра после его альбома 1976 года Ringo's Rotogravure. В чарте Великобритании альбом поднялся до 85-го места. Хотя предварительная реакция публики и обнадёживала, этого всё же было совершенно недостаточно, чтобы альбом или сингл «La De Da», вышедший вместе с ним, стали хитами. Продажа альбома была прекращена вскоре после 2000 года.

## Список композиций
Авторы всех песен — Ричард Старки/Марк Хадсон/Dean Grakal/Steve Dudas, кроме указанных особо.
| №   | Название                | Автор(ы)                 | Длительность |
| --- | ----------------------- | ------------------------ | ------------ |
| 1.  | «One»                   |                          | 3:02         |
| 2.  | «What in the… World»    |                          | 3:29         |
| 3.  | «Mindfield»             |                          | 4:06         |
| 4.  | «King of Broken Hearts» |                          | 4:44         |
| 5.  | «Love Me Do»            | Леннон — Маккартни       | 3:45         |
| 6.  | «Vertical Man»          |                          | 4:42         |
| 7.  | «Drift Away»            | Mentor Williams          | 4:09         |
| 8.  | «I Was Walkin'»         | Старки/Хадсон/Grakal     | 3:19         |
| 9.  | «La De Da»              |                          | 5:41         |
| 10. | «Without Understanding» | Старки/Хадсон/Dudas      | 4:22         |
| 11. | «I’ll Be Fine Anywhere» |                          | 3:39         |
| 12. | «Puppet»                |                          | 3:19         |
| 13. | «I’m Yours»             | Старки/Хадсон/Mark Nevin | 3:24         |

| №   | Название         | Автор(ы)                   | Длительность |
| --- | ---------------- | -------------------------- | ------------ |
| 14. | «Mr. DoubleItUp» | Старки/Хадсон/Dudas/Grakal | 4:00         |
| 15. | «Everyday»       |                            | 4:09         |

## Над альбомом работали
(данные по и)
- Ринго Старр — вокал (1-15), барабаны (1-6, 8-15), mellotron (6), synthesiser strings (6), ритм-гитара (7), plastic guitar solo (10), клавишные (8, 10), бонги (1, 9), тамбурин (7), перкуссия (1-12), хлопки в ладоши (5, 7, 8)
- Steve Dudas — бас-гитара (1, 7, 11), электрогитара (1-6, 8-12), соло-гитара (6, 10), акустическая гитара (2-4, 9, 10), хлопки в ладоши (5, 7)
- Марк Хадсон — электрогитара (1-3, 5-6, 8-12), акустическая гитара (1-4, 7, 9-13), фортепиано (6), клавишные (1, 4), синтезатор (3), mellotron (4, 6), synthesiser strings (6, 10), челеста (13), бас-гитара (3-6, 8-10, 12), банджо (12), перкуссия (2, 4, 5, 7, 8, 12), бэк-вокал (1, 2, 4-12), хлопки в ладоши (5, 7)
- Jeff Baxter — pedal steel guitar (1, 3, 4)
- Jim Cox — B3 organ (1, 3, 7, 9, 10, 12), cello synth (3), Wurlitzer organ (4), фортепиано (8, 11), sax synth (8)
- Scott Gordon — губная гармоника (1), перкуссия (1, 7, 8, 10), хлопки в ладоши (5, 7)
- Джо Уолш — электрогитара (2, 3, 9), соло-гитара (2, 3, 9), слайд-гитара (9), бэк-вокал (9)
- Пол Маккартни — бас-гитара (2), бэк-вокал (2, 3, 8, 9)
- Линда Маккартни — бэк-вокал (3, 9)
- Джордж Харрисон — соло-гитара (4, 11), слайд-гитара (4, 11), бэк-вокал (4)
- Оззи Осборн — бэк-вокал (6)
- Стивен Тайлер — барабаны (7), губная гармоника (5, 8), бэк-вокал (3, 5, 8, 9)
- Том Петти — вокал (7)
- Аланис Мориссетт — вокал (7), бэк-вокал (3, 8)
- Брайан Уилсон — бэк-вокал (10)
- Timothy B. Schmit — бэк-вокал (9, 12)
- Скотт Уайланд — бэк-вокал (3, 9)
- John Bergamo — табла (3, 10)
- Dean Grakal — хлопки в ладоши (5)
- Nina Piaseckyj — виолончель (6)
- Steve Cropper — электрогитара (7, 8, 12), соло-гитара (8, 12)
- Joel Peskin — саксофон (12)
- Mark Nevin — акустическая гитара (13)

### Дополнительные музыканты
- Dave Gibbs — бэк-вокал (12)
- Barbara Vander Linde — бэк-вокал (6, 9)
- Christina Rasch — бэк-вокал (7, 9)
- Sarah Hudson — бэк-вокал (6, 9)
- Jogn Goodwin — бэк-вокал (6)
- Бэк-вокал в «Drift Away» (7): Ollie Woodson, Howard McCrary, Lisa Banks, Rose Stone
- Бэк-вокал в «La De Da» (9) (кроме обозначенных выше): Astrid Barber, Barbara Bach Starkey, Blake V. Brown, Bruce Grakal, Christopher Grakal, Daniel Lanois, Dawn Hoenie, Dean Grakal, Doug Fieger, Elizabeth Parks, Eric Gardner, Eric Greedy, Gabriella Paglia, James Barber, Jean Schmit, Jennifer Sylvor, Jim Cushinery, Joie Calio, Kay Harrison, Keith Allison, Lady Marjorie Rufus-Isaacs, Lee Starkey, Michael Gurley, Нилс Лофгрен, Phil Leavitt, Ronni Grakal, Sally Parks, Scott Brown, Scott Gordon, Steve Dudas, Steve Greenberg, Stuart Lerner M.D., Tatiana Von Furstenberg, Tina Stern, Tommy Harrison, Van Dyke Parks
- Christian Phillippe Quilici — (в «Without Understanding») Featured opera vocal and a gospel choir

### Технический персонал
- Марк Хадсон — продюсер, аранжировка для струнных в «Vertical Man»
- Ринго Старр — продюсер
- Джефф Эмерик — микширование
- Scott Gordon — инженер звукозаписи
- Graham Preskett — аранжировка для струнных в «King Of Broken Hearts»
- Джордж Мартин — аранжировка для струнных в «I’m Yours»

## Релизы
| Страна                  | Дата         | Лейбл                               | Формат | Номер по каталогу      |
| ----------------------- | ------------ | ----------------------------------- | ------ | ---------------------- |
| Великобритания и Европа | 15 июня 1998 | Mercury                             | CD     | 558 598-2              |
| Япония                  | 1998         | Mercury                             | CD     | PHCR-1640              |
| США                     | 15 июня 1998 | Mercury, BMG Direct Marketing, Inc. | CD     | 314 558 598-2, D123315 |